# Catoria contraria
Catoria contraria är en fjärilsart som beskrevs av Walker 1860. Catoria contraria ingår i släktet Catoria och familjen mätare. Inga underarter finns listade i Catalogue of Life.